# Muhabbetina
Muhabbetina là một chi bướm đêm thuộc họ Tortricidae.